# Lee (marka dżinsów)
Lee – amerykańskie przedsiębiorstwo odzieżowe, zajmujące się głównie produkcją spodni dżinsowych. Firma została założona w 1889 roku przez Henry'ego Davida Lee w Salina, w stanie Kansas. Marka jest w całości własnością VF Corporation.